# Protaetia judith
Protaetia judith är en skalbaggsart som beskrevs av Reiche 1871. Protaetia judith ingår i släktet Protaetia och familjen Cetoniidae. Inga underarter finns listade i Catalogue of Life.